# RoadRunner Turbo Indy 300 de 2008
O RoadRunner Turbo Indy 300 de 2008 foi a quarta corrida da temporada de 2008 da IndyCar Series. A corrida foi disputada no dia 27 de abril no Kansas Speedway, na cidade de Kansas City, Kansas. O vencedor foi o inglês Dan Wheldon, da equipe Chip Ganassi Racing.

## Pilotos e Equipes
| Nº | Piloto               | Equipe                     | Chassis | Motor | Pneu |
| -- | -------------------- | -------------------------- | ------- | ----- | ---- |
| 2  | A. J. Foyt IV        | Vision Racing              | Dallara | Honda | F    |
| 3  | Hélio Castroneves    | Team Penske                | Dallara | Honda | F    |
| 4  | Vitor Meira          | Panther Racing             | Dallara | Honda | F    |
| 5  | Oriol Servià (R)     | KV Racing Technology       | Dallara | Honda | F    |
| 6  | Ryan Briscoe         | Team Penske                | Dallara | Honda | F    |
| 7  | Danica Patrick       | Andretti-Green Racing      | Dallara | Honda | F    |
| 8  | Will Power (R)       | KV Racing Technology       | Dallara | Honda | F    |
| 9  | Scott Dixon          | Chip Ganassi Racing        | Dallara | Honda | F    |
| 10 | Dan Wheldon          | Chip Ganassi Racing        | Dallara | Honda | F    |
| 11 | Tony Kanaan          | Andretti-Green Racing      | Dallara | Honda | F    |
| 12 | Tomas Scheckter      | Luczo Dragon Racing        | Dallara | Honda | F    |
| 14 | Darren Manning       | A. J. Foyt Enterprises     | Dallara | Honda | F    |
| 15 | Buddy Rice           | Dreyer & Reinbold Racing   | Dallara | Honda | F    |
| 17 | Ryan Hunter-Reay     | Rahal Letterman Racing     | Dallara | Honda | F    |
| 18 | Bruno Junqueira      | Dale Coyne Racing          | Dallara | Honda | F    |
| 19 | Mario Moraes (R)     | Dale Coyne Racing          | Dallara | Honda | F    |
| 20 | Ed Carpenter         | Vision Racing              | Dallara | Honda | F    |
| 23 | Milka Duno           | Dreyer & Reinbold Racing   | Dallara | Honda | F    |
| 24 | Jay Howard (R)       | Roth Racing                | Dallara | Honda | F    |
| 25 | Marty Roth           | Roth Racing                | Dallara | Honda | F    |
| 26 | Marco Andretti       | Andretti-Green Racing      | Dallara | Honda | F    |
| 27 | Hideki Mutoh (R)     | Andretti-Green Racing      | Dallara | Honda | F    |
| 33 | E. J. Viso (R)       | HVM Racing                 | Dallara | Honda | F    |
| 34 | Jaime Câmara (R)     | Conquest Racing            | Dallara | Honda | F    |
| 36 | Enrique Bernoldi (R) | Conquest Racing            | Dallara | Honda | F    |
| 02 | Justin Wilson (R)    | Newman/Haas/Lanigan Racing | Dallara | Honda | F    |
| 06 | Graham Rahal (R)     | Newman/Haas/Lanigan Racing | Dallara | Honda | F    |

- (R) - Rookie

## Resultados

### Treino classificatório
| Treino classificatório - 26 de abril | Treino classificatório - 26 de abril | Treino classificatório - 26 de abril | Treino classificatório - 26 de abril | Treino classificatório - 26 de abril | Treino classificatório - 26 de abril | Treino classificatório - 26 de abril | Treino classificatório - 26 de abril | Treino classificatório - 26 de abril |
| Pos                                  | Nº                                   | Piloto                               | Equipe                               | Volta 1                              | Volta 2                              | Volta 3                              | Volta 4                              | Tempo total                          |
| ------------------------------------ | ------------------------------------ | ------------------------------------ | ------------------------------------ | ------------------------------------ | ------------------------------------ | ------------------------------------ | ------------------------------------ | ------------------------------------ |
| 1                                    | 9                                    | Scott Dixon                          | Chip Ganassi Racing                  | 25.5898                              | 25.5774                              | 25.5702                              | 25.5640                              | 1:42.3014                            |
| 2                                    | 10                                   | Dan Wheldon                          | Chip Ganassi Racing                  | 25.6233                              | 25.6182                              | 25.6139                              | 25.5967                              | 1:42.4521                            |
| 3                                    | 7                                    | Danica Patrick                       | Andretti-Green Racing                | 25.6839                              | 25.6731                              | 25.6569                              | 25.6380                              | 1:42:6519                            |
| 4                                    | 12                                   | Tomas Scheckter                      | Luczo Dragon Racing                  | 25.7235                              | 25.7144                              | 25.7157                              | 25.7217                              | 1:42.8753                            |
| 5                                    | 2                                    | A. J. Foyt IV                        | Vision Racing                        | 25.7615                              | 25.7261                              | 25.7565                              | 25.7691                              | 1:43.0132                            |
| 6                                    | 20                                   | Ed Carpenter                         | Vision Racing                        | 25.7793                              | 25.7643                              | 25.7494                              | 25.7573                              | 1:43.0503                            |
| 7                                    | 25                                   | Marty Roth                           | Roth Racing                          | 25.7900                              | 25.7859                              | 25.7914                              | 25.7895                              | 1:43.1568                            |
| 8                                    | 3                                    | Hélio Castroneves                    | Team Penske                          | 25.8279                              | 25.8071                              | 25.7931                              | 25.7791                              | 1:43.2072                            |
| 9                                    | 6                                    | Ryan Briscoe                         | Team Penske                          | 25.8622                              | 25.8175                              | 25.7896                              | 25.7863                              | 1:43.2556                            |
| 10                                   | 4                                    | Vitor Meira                          | Panther Racing                       | 25.8396                              | 25.8405                              | 25.8171                              | 25.8247                              | 1:43.3219                            |
| 11                                   | 11                                   | Tony Kanaan                          | Andretti-Green Racing                | 25.8253                              | 25.8296                              | 25.8419                              | 25.8441                              | 1:43.3409                            |
| 12                                   | 17                                   | Ryan Hunter-Reay                     | Rahal Letterman Racing               | 25.8725                              | 25.8700                              | 25.8441                              | 25.8142                              | 1:43.4008                            |
| 13                                   | 27                                   | Hideki Mutoh (R)                     | Andretti-Green Racing                | 25.9147                              | 25.8459                              | 25.8831                              | 25.9209                              | 1:43.5646                            |
| 14                                   | 26                                   | Marco Andretti                       | Andretti-Green Racing                | 25.9224                              | 25.9029                              | 25.9026                              | 25.8809                              | 1:43:6008                            |
| 15                                   | 24                                   | Jay Howard (R)                       | Roth Racing                          | 26.0272                              | 25.9770                              | 25.9691                              | 25.9497                              | 1:43.9230                            |
| 16                                   | 14                                   | Darren Manning                       | A. J. Foyt Enterprises               | 26.0384                              | 26.0264                              | 26.0203                              | 25.9746                              | 1:44.0597                            |
| 17                                   | 33                                   | E. J. Viso (R)                       | HVM Racing                           | 26.0687                              | 26.0832                              | 26.0298                              | 25.9913                              | 1:44.1730                            |
| 18                                   | 8                                    | Will Power (R)                       | KV Racing Technology                 | 26.0400                              | 26.0506                              | 26.0406                              | 26.0521                              | 1:44.1833                            |
| 19                                   | 34                                   | Jaime Câmara (R)                     | Conquest Racing                      | 26.0589                              | 26.0797                              | 26.0705                              | 26.0580                              | 1:44.2671                            |
| 20                                   | 06                                   | Graham Rahal (R)                     | Newman/Haas/Lanigan Racing           | 26.1142                              | 26.0841                              | 26.0642                              | 26.0659                              | 1:44.3284                            |
| 21                                   | 15                                   | Buddy Rice                           | Dreyer & Reinbold Racing             | 26.1000                              | 26.0873                              | 26.0761                              | 26.0814                              | 1:44.3448                            |
| 22                                   | 02                                   | Justin Wilson (R)                    | Newman/Haas/Lanigan Racing           | 26.1403                              | 26.1383                              | 26.1270                              | 26.1192                              | 1:44.5248                            |
| 23                                   | 5                                    | Oriol Servià (R)                     | KV Racing Technology                 | 26.1845                              | 26.1494                              | 26.1367                              | 26.1370                              | 1:44.6076                            |
| 24                                   | 23                                   | Milka Duno                           | Dreyer & Reinbold Racing             | 26.2315                              | 26.2467                              | 26.2496                              | 26.2424                              | 1:44.9702                            |
| 25                                   | 36                                   | Enrique Bernoldi (R)                 | Conquest Racing                      | 26.2536                              | 26.2328                              | 26.2606                              | 26.2605                              | 1:45.0075                            |
| 26                                   | 18                                   | Bruno Junqueira                      | Dale Coyne Racing                    | 26.1931                              | 26.4152                              | 26.3475                              | 26.2640                              | 1:45.2198                            |
| 27                                   | 19                                   | Mario Moraes (R)                     | Dale Coyne Racing                    |                                      |                                      |                                      |                                      | sem tempo                            |
| Relatório[ligação inativa]           |                                      |                                      |                                      |                                      |                                      |                                      |                                      |                                      |

- (R) - Rookie

### Corrida
| Corrida - 27 de abril      | Corrida - 27 de abril | Corrida - 27 de abril | Corrida - 27 de abril      | Corrida - 27 de abril | Corrida - 27 de abril | Corrida - 27 de abril | Corrida - 27 de abril | Corrida - 27 de abril |
| Pos                        | Nº                    | Piloto                | Equipe                     | Voltas                | Tempo                 | Largada               | Voltas na Liderança   | Pontos                |
| -------------------------- | --------------------- | --------------------- | -------------------------- | --------------------- | --------------------- | --------------------- | --------------------- | --------------------- |
| 1                          | 10                    | Dan Wheldon           | Chip Ganassi Racing        | 200                   | 1:52:49.9806          | 2                     | 49                    | 50                    |
| 2                          | 11                    | Tony Kanaan           | Andretti-Green Racing      | 200                   | +2.1778               | 11                    | 0                     | 40                    |
| 3                          | 9                     | Scott Dixon           | Chip Ganassi Racing        | 200                   | +4.3922               | 1                     | 145                   | 38                    |
| 4                          | 3                     | Hélio Castroneves     | Team Penske                | 200                   | +9.2889               | 8                     | 1                     | 32                    |
| 5                          | 26                    | Marco Andretti        | Andretti-Green Racing      | 200                   | +9.2986               | 14                    | 0                     | 30                    |
| 6                          | 27                    | Hideki Mutoh (R)      | Andretti-Green Racing      | 200                   | +9.3647               | 13                    | 0                     | 28                    |
| 7                          | 6                     | Ryan Briscoe          | Team Penske                | 200                   | +9.9823               | 9                     | 0                     | 26                    |
| 8                          | 2                     | A.J. Foyt IV          | Vision Racing              | 200                   | +14.4757              | 5                     | 0                     | 24                    |
| 9                          | 02                    | Justin Wilson (R)     | Newman/Haas/Lanigan Racing | 199                   | +1 volta              | 22                    | 5                     | 22                    |
| 10                         | 20                    | Ed Carpenter          | Vision Racing              | 198                   | +2 voltas             | 6                     | 0                     | 20                    |
| 11                         | 5                     | Oriol Servià (R)      | KV Racing Technology       | 198                   | +2 voltas             | 23                    | 0                     | 19                    |
| 12                         | 06                    | Graham Rahal          | Newman/Haas/Lanigan Racing | 198                   | +2 voltas             | 20                    | 0                     | 18                    |
| 13                         | 24                    | Jay Howard            | Roth Racing                | 197                   | +3 voltas             | 15                    | 0                     | 17                    |
| 14                         | 33                    | EJ Viso (R)           | HVM Racing                 | 197                   | +3 voltas             | 17                    | 0                     | 16                    |
| 15                         | 18                    | Bruno Junqueira       | Dale Coyne Racing          | 196                   | +4 voltas             | 26                    | 0                     | 15                    |
| 16                         | 23                    | Milka Duno            | Dreyer & Reinbold Racing   | 195                   | +5 voltas             | 24                    | 0                     | 14                    |
| 17                         | 19                    | Mario Moraes (R)      | Dale Coyne Racing          | 193                   | +7 voltas             | 27                    | 0                     | 13                    |
| 18                         | 17                    | Ryan Hunter-Reay      | Rahal Letterman Racing     | 169                   | +31 voltas            | 12                    | 0                     | 12                    |
| 19                         | 7                     | Danica Patrick        | Andretti-Green Racing      | 156                   | Mecânico              | 3                     | 0                     | 12                    |
| 20                         | 15                    | Buddy Rice            | Dreyer & Reinbold Racing   | 150                   | Contato               | 21                    | 0                     | 12                    |
| 21                         | 34                    | Jaime Câmara (R)      | Conquest Racing            | 150                   | +50 voltas            | 19                    | 0                     | 12                    |
| 22                         | 4                     | Vitor Meira           | Panther Racing             | 101                   | Mecânico              | 10                    | 0                     | 12                    |
| 23                         | 12                    | Tomas Scheckter       | Luczo Dragon Racing        | 96                    | Mecânico              | 4                     | 0                     | 12                    |
| 24                         | 14                    | Darren Manning        | A. J. Foyt Enterprises     | 76                    | Mecânico              | 16                    | 0                     | 12                    |
| 25                         | 36                    | Enrique Bernoldi (R)  | Conquest Racing            | 54                    | Mecânico              | 25                    | 0                     | 10                    |
| 26                         | 25                    | Marty Roth            | Roth Racing                | 41                    | Mecânico              | 7                     | 0                     | 10                    |
| 27                         | 8                     | Will Power (R)        | KV Racing Technology       | 22                    | Contato               | 18                    | 0                     | 10                    |
| Relatório[ligação inativa] |                       |                       |                            |                       |                       |                       |                       |                       |

- (R) - Rookie